# Arbeids- og sosialdepartementet
Arbeids- og sosialdepartementet er et norsk ministerium, der blev oprettet i 1885. Ministeriets oprindelige navn var Arbeidsdepartementet.

## Ministeriets opgaver
Ministeriets nuværende opgaver er: arbejdsmarkedet, arbejdsmiljø, pensioner, forsikring mod arbejdsløshed og sygdom samt socialpolitik. Desuden hører Petroleumstilsynet og en række andre myndigheder under ministeriet.
Indtil 1946 var arbejdsministeriet også et transport- og anlægsministerium, der bl.a. tog sig af trafik samt anlæg af havne, veje og jernbaner.
Da Samferdselsdepartementet blev oprettet i 1946, overtog dette ministerium opgaverne med trafik og kommunikation.
Fra 1948 og mange år frem havde Norge et fælles Kommunal- og arbeidsdepartementet.

## Ministeriets navne
Ministeriet har skiftet navn flere gange:
- 1. september 1885 – 1944: Arbeidsdepartementet
- 1944 – maj 1945: Trafikkdepartementet
- maj 1945 – 22. februar 1946: Arbeidsdepartementet
- 22. februar 1946 – 20. december 1948 Samferdselsdepartementet
- 20. december 1948 – 31. december 1989: Kommunal- og arbeidsdepartementet
- fra 1. januar 1990: Arbeids- og administrasjonsdepartementet
- 1. januar 1998 – 1. oktober 2004: Arbeids- og administrasjonsdepartementet
- til 31. december 2005: Arbeids- og sosialdepartementet
- 1. januar 2006 – 31. december 2009: Arbeids- og inkluderingsdepartementet
- 1. januar 2010 – 31. december 2013: Arbeidsdepartementet
- 1. januar 2014 – : Arbeids- og sosialdepartementet

Oprindeligt var arbejdsministeriet også et transport- og anlægsministerium, der bl.a. tog sig af trafik samt anlæg af havne, veje og jernbaner.
Da Samferdselsdepartementet blev oprettet i 1946, overtog dette ministerium opgaverne med trafik og kommunikation.

## Arbejdsministre
- 1885 – 1887: Hans Rasmus Astrup
- 1887 – 1888: Birger Kildal
- 1888: Aimar Sørenssen
- 1888 – 1889: Oscar Jacobsen
- 1889 – 1891: Peter Birch-Reichenwald
- 1891 – 1893: Hans Nysom (1. gang)
- 1893 – 1897: Peder Nilsen, morfar til Erling Lorentzen (født 1923), der var gift med Prinsesse Ragnhild, fru Lorentzen (kong Harald 5. af Norges ældste søster)
- 1897 – 1898: Fredrik Stang Lund
- 1898 – 1899: Jørgen Løvland (1. gang) (senere stats- og udenrigsminister)
- 1899 – 1900: Hans Nysom (2. gang)
- 1900 – 1903: Jørgen Løvland (2. gang)
- 1903 – 1905: Albert Hansen
- 1905 – 1907: Kristofer Lehmkuhl
- 1907 – 1908: Jørgen Brunchorst
- 1908 – 1910: Nils Claus Ihlen (udenrigsminister under 1. verdenskrig)
- 1910: Bernhard Brænne (1. gang)
- 1910 – 1912: Hans Jørgen Darre-Jenssen
- 1912: Bernhard Brænne (2. gang)
- 1912 – 1913: Nils Olaf Hovdenak
- 1913 – 1916: Andreas Urbye
- 1916 – 1920: Martin Olsen Nalum
- 1920: Ole Monsen Mjelde (1. gang)
- 1920 – 1921: Cornelius Middelthon (1. gang)
- 1921 – 1923: Ole Monsen Mjelde (2. gang)
- 1923 – 1924: Cornelius Middelthon (2. gang)
- 1924 – 1926: Ole Monsen Mjelde (3. gang)
- 1926: Anders Venger
- 1926 – 1928: Worm Darre-Jenssen
- 1928: Magnus Nilssen
- 1928 – 1931: Ole Monsen Mjelde (4. gang)
- 1931 – 1933: Rasmus Langeland
- 1933 – 1935: Ole Monsen Mjelde (5. gang)
- 1935 – 1939: Johan Nygaardsvold (statsminister)
- 1939 – 1945: Olav Hindahl
- 1945: Johan Strand Johansen
- 1945 – 1946: Nils Langhelle (fortsatte som samferdselsminister til 1952)

## Kommunal- og arbejdsministre
- 1948 – 1958: Statsråd og chef for Kommunal- og arbeidsdepartementet Ulrik Olsen (Ap).
- 1958 – 1963: Statsråd og chef for Kommunal- og arbeidsdepartementet Andreas Cappelen (Ap).
- 4. februar – 28. august 1963: Statsråd og chef for Kommunal- og arbeidsdepartementet Oskar Skogly (Ap).
- 28. august – 25. september 1963: Statsråd og chef for Kommunal- og arbeidsdepartementet Bjarne Lyngstad (V).
- 1963 – 1965: Statsråd og chef for Kommunal- og arbeidsdepartementet Jens Haugland (Ap).
- 1965 – 1970: Statsråd og chef for Kommunal- og arbeidsdepartementet Helge Seip (V).
- 1971 – 1972: Statsråd og chef for Kommunal- og arbeidsdepartementet Odvar Nordli (Ap) (senere statsminister).
- 1972 – 1973: Statsråd og chef for Kommunal- og arbeidsdepartementet Johan Skipnes (KrF).
- 1973 – 1978: Statsråd og chef for Kommunal- og arbeidsdepartementet Leif Aune (Ap).
- 1978 – 1979: Statsråd og chef for Kommunal- og arbeidsdepartementet Arne Nilsen (Ap).
- 1979 – 1980: Statsråd og chef for Kommunal- og arbeidsdepartementet Inger Louise Valle (Ap).
- 1980 – 1981: Statsråd og chef for Kommunal- og arbeidsdepartementet Harriet Andreassen (Ap).
- 1981 – 1986: Statsråd og chef for Kommunal- og arbeidsdepartementet Arne Rettedal (H).
- 1986 – 1987: Statsråd og chef for Kommunal- og arbeidsdepartementet Leif Haraldseth (Ap).
- 1987 – 1988: Statsråd og chef for Kommunal- og arbeidsdepartementet William Engseth (Ap).
- 1988 – 1989: Statsråd og chef for Kommunal- og arbeidsdepartementet Kjell Borgen (Ap).
- 1989 – 1. januar 1990: Statsråd og chef for Kommunal- og arbeidsdepartementet Johan J. Jakobsen (Sp).
- 1. januar – 3. november 1990: Statsråd og chef for Kommunaldepartementet Johan J. Jakobsen (Sp).
- 1990 – 1992: Statsråd og chef for Kommunaldepartementet Kjell Borgen (Ap).
- 1992 – 1996: Statsråd og chef for Kommunal- og arbeidsdepartementet Gunnar Berge (Ap).
- 1996 – 1997: Statsråd og chef for Kommunal- og arbeidsdepartementet Kjell Opseth (Ap).
- 1997 – 1999: Statsråd og chef for Kommunaldepartementet Ragnhild Queseth Haarstad (Sp).
- 1999 – 2000: Statsråd og chef for Kommunaldepartementet Odd Roger Enoksen (Sp).
- 2000 – 2001: Statsråd og chef for Kommunal- og regionaldepartementet Sylvia Brustad (Ap).
- 2001 – 2005: Statsråd og chef for Kommunal- og regionaldepartementet Erna Solberg (H).
- 2005 – 2007: Statsråd og chef for Kommunal- og regionaldepartementet Åslaug Haga (Sp).
- 2007 – 2009: Statsråd og chef for Kommunal- og regionaldepartementet Magnhild Meltveit Kleppa (Sp).
- 2009 – 2013: Statsråd og chef for Kommunal- og regionaldepartementet Liv Signe Navarsete (Sp).
- 2013 – nu: Statsråd og chef for Kommunal- og moderniseringsdepartementet Jan Tore Sanner (H).

## Administrationsministre
- 1989 – 1990: Statsråd og chef for Arbeids- og administrasjonsdepartementet Kristin Clemet (H).
- 1990 – 1992: Statsråd og chef for Arbeids- og administrasjonsdepartementet Tove Strand Gerhardsen (Ap).
- 1992 – 1993: Statsråd og chef for Administrasjonsdepartementet Oddny Aleksandersen (Ap).
- 1993 – 1996: Statsråd og chef for Administrasjonsdepartementet Nils Totland (Ap).
- 25. oktober–29. november 1996: Statsråd og chef for Planleggingsdepartement Terje Rød-Larsen (Ap).
- 29. november – 31. december 1996: Statsråd og chef for Planleggingsdepartementet Bendik Rugaas (Ap).
- 1. januar – 17. oktober 1997: Statsråd og chef for Planleggings- og samordningsdepartementet Bendik Rugaas (Ap).
- 1997 – 1999: Statsråd og chef for Arbeids- og administrasjonsdepartementet Eldbjørg Løwer (V).
- 1999 – 2000: Statsråd og chef for Arbeids- og administrasjonsdepartementet Laila Dåvøy (KrF).
- 2000–2001: Statsråd og chef for Arbeids- og administrasjonsdepartementet Jørgen Kosmo (Ap).
- 5.–19. oktober 2001: Statsråd og (fungerende) chef for Arbeids- og administrasjonsdepartementet Sylvia Brustad (Ap).
- 2001 – 2004: Statsråd og chef for Arbeids- og administrasjonsdepartementet Victor Norman (H).
- 2004 – 2005: Statsråd og chef for Moderniseringsdepartementet Morten Andreas Meyer (H).
- 2005 – 2009: Statsråd og chef for Fornyings- og administrasjonsdepartementet Heidi Grande Røys (SV).
- 2009 – 2013: Statsråd og chef for Fornyings-, administrasjons- og kirkedepartementet samt minister for nordisk samarbejde Rigmor Aasrud (Ap).
- 2013 – 1. januar 2014: Statsråd og chef for departementet Jan Tore Sanner (H).

Den 1. januar 2014 blev adminstrationsdepartementets opgaver fordelt til andre ministerier. De fleste af de administrative opgaver blev overtaget af Kommunal- og moderniseringsdepartementet, hvor Jan Tore Sanner (H) er minister.

## Socialministre 1992 – 2005
- 1992–1994: Grete Knudsen (Ap)
- 1994–1997: Hill-Marta Solberg (Ap)
- 1997–2000: Magnhild Meltveit Kleppa (Sp)
- 2000–2001: Guri Ingebrigtsen (Ap)
- 2001–2004: Ingjerd Schou (H)
- 2004–2005: Arbejds- og socialminister Dagfinn Høybråten (KrF)

## Arbejdsministre efter 2004
- 2004–2005: Arbejds- og socialminister Dagfinn Høybråten (KrF)
- 2005–2008: Statsråd og chef for Arbeids- og sosialdepartementet til 31/12-05. Derefter for Arbeids- og inkluderingsdepartementet Bjarne Håkon Hanssen (Ap)
- 2008–2009: Statsråd og chef for Arbeids- og inkluderingsdepartementet Dag Terje Andersen (Ap)
- 2009–2012: Statsråd og chef for Arbeids- og inkluderingsdepartementet til 31/12-09. Derefter for Arbeidsdepartementet Hanne Bjurstrøm (Ap)
- 2012–13: Statsråd og chef for Arbeidsdepartementet Anniken Huitfeldt (Ap)
- 2013–2015: Statsråd og chef for Arbeids- og sosialdepartementet Robert Eriksson (FrP)
- 2015–nu: Statsråd og chef for Arbeids- og sosialdepartementet Anniken Hauglie (H)